# Circus (Lenny-Kravitz-Album)
Circus ist das vierte Studioalbum von Lenny Kravitz. Es erschien im September 1995 bei Virgin Records.

## Zur Entstehung
Die Entstehung des Albums Circus beschrieb Kravitz im Nachhinein als zähen Prozess. Zum einen war er mit den Mechanismen des Musikgeschäfts unzufrieden. Zum anderen musste er mit der Erkrankung seiner Mutter umgehen. Auf die Frage nach der Zufriedenheit mit dem kommerziellen Erfolg der Platte sagte er: „I made the record that my life had me make. Each one is like a diary.“ („Ich machte die Aufnahme, die mein Leben mich machen ließ. Jede einzelne ist wie ein Tagebuch.“) Die Thematik des Rockstar-Lebensstils findet sich auch in der ersten Single Rock and Roll Is Dead.

## Titelliste
1. Rock and Roll Is Dead (Kravitz) – 3:23
2. Circus (DeVeaux, Britten) – 4:48
3. Beyond the 7th Sky (Ross, Kravitz) – 4:54
4. Tunnel Vision (Kravitz) – 4:19
5. Can’t Get You Off My Mind (Kravitz) – 4:34
6. Magdalene (Kravitz) – 3:48
7. God Is Love (Kravitz, Hirsch) – 4:26
8. Thin Ice (Ross, Kravitz) – 5:33
9. Don’t Go and Put a Bullet in Your Head (Kravitz) – 4:22
10. In My Life Today (Ross, Kravitz) – 6:29
11. The Resurrection (Ross, Kravitz) – 4:28
12. Another Life [Japan bonus] – 3:59

## Rezeption
Stephen Thomas Erlewine von AllMusic nannte das Album das „schwächste aller Kravitz-Alben“, einfach deswegen, „weil er seinen Stil nach Are You Gonna Go My Way? nicht in irgendeiner Weise änderte, sondern den Klang des vorigen Albums einfach replizierte.“

## Kommerzieller Erfolg

### Chartplatzierungen
Das Album erreichte Platz zehn der Billboard 200, Platz acht der deutschen Charts sowie Platz drei in Österreich und Platz eins in der Schweiz.
| ChartsChartplatzierungen       | Höchstplatzierung | Wochen |
| ------------------------------ | ----------------- | ------ |
| Deutschland (GfK)              | 8 (11 Wo.)        | 11     |
| Österreich (Ö3)                | 3 (16 Wo.)        | 16     |
| Schweiz (IFPI)                 | 1 (12 Wo.)        | 12     |
| Vereinigte Staaten (Billboard) | 10 (16 Wo.)       | 16     |
| Vereinigtes Königreich (OCC)   | 5 (5 Wo.)         | 5      |

| ChartsJahrescharts (1995) | Platzierung |
| ------------------------- | ----------- |
| Österreich (Ö3)           | 46          |

### Auszeichnungen für Musikverkäufe
| Land/Region                  | Auszeichnungen für Musikverkäufe (Land/Region, Auszeichnung, Verkäufe) | Verkäufe  |
| ---------------------------- | ---------------------------------------------------------------------- | --------- |
| Argentinien (CAPIF)          | Gold                                                                   | 30.000    |
| Frankreich (SNEP)            | Gold                                                                   | 100.000   |
| Japan (RIAJ)                 | Platin                                                                 | 200.000   |
| Neuseeland (RMNZ)            | Gold                                                                   | 7.500     |
| Niederlande (NVPI)           | Gold                                                                   | 50.000    |
| Schweiz (IFPI)               | Gold                                                                   | 25.000    |
| Spanien (Promusicae)         | Gold                                                                   | 50.000    |
| Vereinigte Staaten (RIAA)    | Gold                                                                   | 500.000   |
| Vereinigtes Königreich (BPI) | Gold                                                                   | 100.000   |
| Insgesamt                    | 8× Gold · 1× Platin ·                                                  | 1.062.500 |

Hauptartikel: Lenny Kravitz/Auszeichnungen für Musikverkäufe